# Maria Grzesiakowa
Maria Grzesiakowa z Bobrowiczów (ur. 1897 w Dąbrowicy,  zm. 24 marca 1942 w Wilnie) – polska instruktorka harcerska, pierwsza żona Józefa Grzesiaka.

## Życiorys
Urodziła się w rodzinie rolniczej Kazimierza Bobrowicza i Kazimiery z Zasadzkich. W Mołodowie ukończyła szkołę gospodarczą, a następnie kurs nauczycielski. Podjęła pracę zawodową jako pedagog w latach 1917–1918.
Dwa lata później ukończyła kurs sióstr PCK i w okresie wojny polsko-bolszewickiej przynależała do Ochotniczego batalionu harcerskiego. W lipcu tego samego roku do tego batalionu dołącza Józef Grzesiak Czarny z oddziałem harcerzy krakowskich. W sierpniu 1920, w 201 Ochotniczym pułku piechoty podjęła swoją pierwszą służbę na polu bitwy podczas walk o Grodno. W trakcie działań bojowych opatrzyła rannego Józefa Grzesiaka, za którego następnie wyszła za mąż w 1921 roku.
Niedługo później 201 Ochotniczy pułk piechoty został przemianowany na 2 Wileński i działał w Grupie Operacyjnej generała Lucjana Żeligowskiego. Wraz z nim Maria Bobrowicz przeszła przez najcięższe boje w Ejszyszkach, Wilnie, Starych Trokach, aż do pomyślnego końca służby wojskowej. Wraz z demobilizacją 6 Harcerskiego pułku piechoty Wojsk Litwy Środkowej (22 grudnia 1920), do którego przynależała w ostatnich latach wojny, skończyła swoją służbę wojskową. Jej działalność została wyróżniona 11 listopada 1930 roku, gdy z rąk generała Lucjana Żeligowskiego otrzymała Krzyż Zasługi Wojsk Litwy Środkowej.
Grzesiakowa wraz z mężem pozostała w Wilnie. Tu wspomagała organizowanie Czarnej Trzynastki Wileńskiej, a następnie objęła prowadzenie drużyny żeńskiej, która w 1934 roku przyjęła nazwę 13. Żeńskiej Wileńskiej Drużyny Harcerek im. bp. Władysława Bandurskiego. Równocześnie pełniła kolejno obowiązki instruktorki, komendantki hufca i wchodziła w skład Komendy Chorągwi Wileńskiej ZHP. Jako zawodowa nauczycielka działała w oświacie, organizowała kilkadziesiąt terenowych bibliotek.
Przed wybuchem wojny w 1939 roku w Komendzie Chorągwi Wileńskiej kierowała referatem przysposobienia do obrony kraju, współorganizowała Pogotowie Harcerek Chorągwi Wileńskiej szkolące w zakresie służby sanitarnej, łączności, terenoznawstwa, służby gospodarczej, obrony przeciwlotniczej i przeciwgazowej oraz służby opiekuńczej. W czasie okupacji działała w ZWZ, prowadziła nadal swoją drużynę harcerską, organizuje nowe zastępy spośród dziewcząt uczęszczających na tajne komplety nauczania. Uczyła na poziomie szkoły powszechnej, organizowała pomoc więźniom.
Zimą 1941/1942 roku kształciła się na kursach poznania broni i zasad prowadzenia walki. W jej mieszkaniu był czynny punkt kontaktowy i mieścił się magazyn broni. W 1942 roku zapadła na chorobę, z którą przegrała 24 marca. Pochowana została na Rossie.

## Ordery i odznaczenia
- Srebrny Krzyż Zasługi (19 marca 1931)[1]
- Krzyż Zasługi Wojsk Litwy Środkowej
- Medal Pamiątkowy za Wojnę 1918–1921

## Patron
Maria Grzesiakowa jest patronem m.in. 13. Radomszczańskiej Drużyny Harcerskiej Bursztynowa Trzynastka oraz 13 Wileńskiej Drużyny Harcerskiej Czarna Trzynastka.